# Pachuta
Pachuta es un pueblo del Condado de Clarke, Misisipi, Estados Unidos. Según el censo de 2000 tenía una población de 245 habitantes y una densidad de población de 41.3 hab/km².

## Demografía
Según el censo de 2000, había 245 personas, 106 hogares y 71 familias residiendo en la localidad. La densidad de población era de 41,3 hab./km². Había 126 viviendas con una densidad media de 21,2 viviendas/km². El 66,12% de los habitantes eran blancos, el 33,06% afroamericanos y el 0,82% de otras razas.
Según el censo, de los 106 hogares en el 24,5% había menores de 18 años, el 48,1% pertenecía a parejas casadas, el 17,9% tenía a una mujer como cabeza de familia y el 32,1% no eran familias. El 28,3% de los hogares estaba compuesto por un único individuo y el 14,2% pertenecía a alguien mayor de 65 años viviendo solo. El tamaño promedio de los hogares era de 2,31 personas y el de las familias de 2,81.
La población estaba distribuida en un 21,6% de habitantes menores de 18 años, un 6,5% entre 18 y 24 años, un 26,9% de 25 a 44, un 24,9% de 45 a 64 y un 20,0% de 65 años o mayores. La media de edad era 43 años. Por cada 100 mujeres había 71,3 hombres. Por cada 100 mujeres de 18 años o más, había 67,0 hombres.
Los ingresos medios por hogar en la localidad eran de 30.938 dólares ($) y los ingresos medios por familia eran 35.313 $. Los hombres tenían unos ingresos medios de 26.750 $ frente a los 21.250 $ para las mujeres. La renta per cápita para la ciudad era de 12.181 $. El 17,8% de la población y el 20,0% de las familias estaban por debajo del umbral de pobreza. El 34,5% de los menores de 18 años y el 5,0% de los habitantes de 65 años o más vivían por debajo del umbral de pobreza.

## Geografía
Según la Oficina del Censo de los Estados Unidos, la localidad tiene un área total de 5,9 km², todos ellos correspondientes a tierra firme.